# Eagle Air Iceland
Pour les articles homonymes, voir Eagle Air et Iceland (homonymie).
Ne doit pas être confondu avec Air Iceland Connect.
Eagle Air Iceland (en islandais : Flugfélagið Ernir) est une compagnie aérienne islandaise, dont le siège se situe à l'aéroport de Reykjavik.

## Flotte

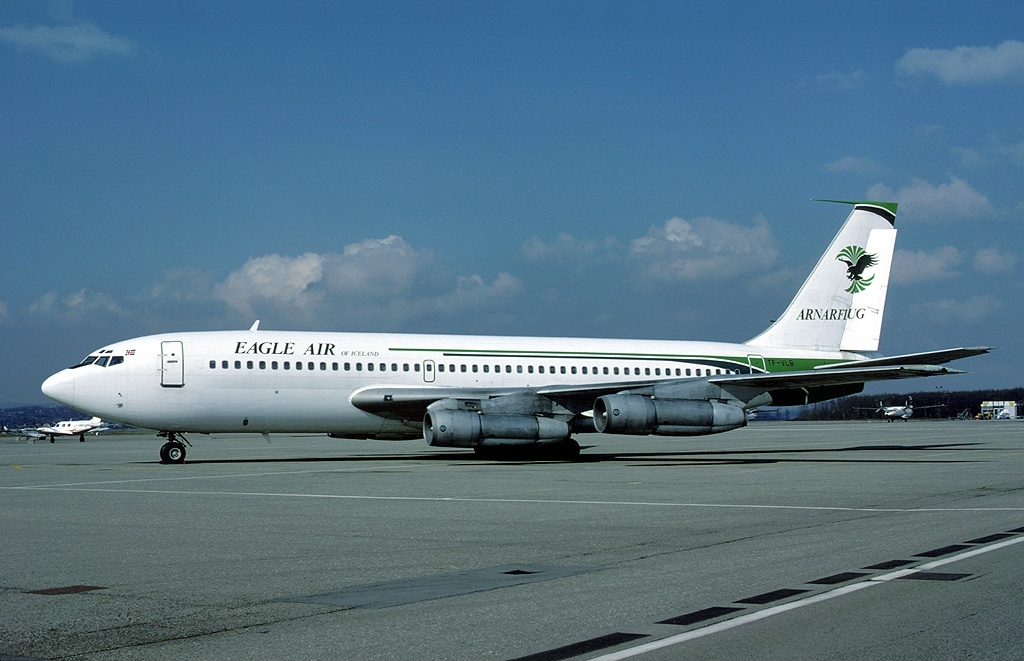
Eagle Air of Iceland 720-047B (en 1982)

Au mois de janvier 2017, Eagle Air Iceland exploite les appareils suivants:

## Destinations
| Ville         | Pays    | AITA | Aéroport       | Notes |
| ------------- | ------- | ---- | -------------- | ----- |
| Bíldudalur    | Islande | BIU  | Bíldudalur     |       |
| Gjögur        | Islande | GJR  | Gjögur         |       |
| Iles Vestmann | Islande | VEY  | Vestmannaeyjar |       |
| Höfn          | Islande | HFN  | Hornafjörður   |       |
| Húsavík       | Islande | HZK  | Húsavík        |       |
| Reykjavik     | Islande | RKV  | Reykjavik      |       |